# Le Refuge (film, 2010)
Pour les articles homonymes, voir Le Refuge (homonymie).
Pour plus de détails, voir Fiche technique et Distribution.
Le Refuge est un film français de François Ozon, sorti en salles le 27 janvier 2010.

## Synopsis
Mousse et Louis sont jeunes, beaux et riches ; ils s'aiment. Cependant, la drogue a envahi toute leur vie. Un jour, c'est l'overdose et Louis meurt. Mousse, elle, survit, mais les médecins lui apprennent qu'elle est enceinte. Perdue, elle s'enfuit dans une maison loin de Paris, sur la côte basque. Quelques mois plus tard, Paul, le jeune frère de Louis la rejoint dans son refuge.
Tout d'abord gênée et tendue par son visiteur, Mousse finit par apprécier sa présence, qui lui rappelle Louis.

## Fiche technique
- Titre : Le Refuge
- Réalisation : François Ozon
- Assistant-réalisateur : Arnaud Estérez
- Scénario : Mathieu Hippeau et François Ozon
- Décors : Katia Wyszkop
- Costumes : Pascaline Chavanne
- Photographie : Mathias Raaflaub
- Montage : Muriel Breton
- Musique : Louis-Ronan Choisy
- Producteurs : Claudie Ossard et Chris Bolzli
- Sociétés de production : Eurowide Film Production, FOZ, France 2 Cinéma et Teodora Film (it)
- Soutiens à la production : Coficup, Backup Films, Canal+, CinéCinéma, France 2, Le Pacte (participation)
- Langue : français
- Pays d'origine : France
- Format : couleur - 35 mm - 2,35:1 - Dolby Digital
- Genre : drame
- Durée : 90 minutes
- Société de production : Le Pacte
- Date de sortie : 
  - 27 janvier 2010 en France
  - 28 avril 2010 en Belgique

## Distribution
- Isabelle Carré : Mousse
- Louis-Ronan Choisy : Paul, le frère de Louis
- Pierre Louis-Calixte : Serge, le petit ami de Paul
- Melvil Poupaud : Louis, le petit ami de Mousse
- Claire Vernet : la mère de Louis et de Paul
- Nicolas Moreau : le riche dragueur
- Marie Rivière : la femme sur la plage
- Jérôme Kircher : le médecin au réveil de Mousse
- Jean-Pierre Andréani : le père de Louis et de Paul
- Émile Berling : Max, le jeune dealer

## Musique
C'est Louis-Ronan Choisy (également interprète de Paul) qui s'est occupé de la bande originale en composant la chanson du générique de fin, Le Refuge, dont le thème réapparaît dans le film. Lors du générique, il la chante en compagnie d'Isabelle Carré. On peut également entendre la « Sonate au Clair de lune » de Beethoven ainsi que les chansons Summer Son du groupe écossais Texas, et People de Superpitcher.

## Accueil

### Accueil critique
Pour Le Monde, le film est un film « délicat sur le deuil et la maternité ». Pour Les Inrocks, Isabelle Carré a dans ce film « un des plus beaux rôles de sa carrière, et sa performance mérite tous les éloges, au-delà de l’admiration voyeuriste qui ne manquera pas de rappeler que l’actrice était réellement enceinte au moment du tournage. ».

## Distinction
- Festival de San Sebastian 2009 : Prix spécial du jury